# 兵马营站
兵马营站是一个京通线上的铁路车站，位于中华人民共和国北京市密云区不老屯镇，建于1976年，目前为四等站，目前客运：办理旅客乘降；行李、包裹托运；货运：办理整车、零担货物发到。